# پلوروسور
پلوروسور (نام علمی: Pelorosaurus) نام یک سرده از راسته خزنده‌کفلان است.